# Montassar Talbi
Montassar Talbi, né le 26 mai 1998 à Paris en France, est un footballeur international tunisien qui évolue au poste de défenseur central au FC Lorient. Il possède également la nationalité française.

## Biographie

### En club

#### Espérance de Tunis (2016-2018)
Il commence sa carrière professionnelle en 2016 sous les couleurs de l'Espérance sportive de Tunis.
Il quitte le club et la Ligue Pro 1 au terme de son contrat en juin 2018.

#### Çaykur Rizespor (2018-2021)
Il signe un contrat de trois saisons avec le Çaykur Rizespor.  

#### Benevento Calcio et Rubin Kazan (2021-2022)
Grâce à ses performances avec son équipe dans le championnat de Turquie, il signe un pré-contrat avec le Benevento Calcio en janvier 2021. Toutefois, le club italien termine 18e de Serie A et est relégué. Il participe tout de même à la préparation estivale tout en cherchant une porte de sortie. Le 9 août 2021, il est recruté par le Rubin Kazan, évoluant en première division russe, où il paraphe un contrat de quatre ans. Titulaire en défense centrale, il vit une saison difficile en Russie, le Rubin Kazan terminant la saison avant-dernier avec la deuxième moins bonne défense du championnat.

#### FC Lorient (depuis 2022)
Il rejoint le FC Lorient en Ligue 1 le 18 juillet 2022 pour un contrat de cinq ans. Il marque son premier but le 27 janvier 2023 contre le Stade rennais FC (victoire 2-1). Talbi termine la saison 2022-2023 en étant le seul joueur de Ligue 1 à avoir joué l'intégralité des 38 matchs du championnat, sans recevoir de carton. Sa deuxième saison en Bretagne est plus compliquée : le FCL filtre rapidement avec la place de barragiste puis de relégable. Suite à un duel avec Emanuel Emegha le 18 février 2024 à Strasbourg (22e journée, victoire 1-3), il se blesse à l'épaule et souffre d'une luxation de l'épaule. Il revient pour les quatre dernières rencontres de championnat. Dix-septième, Lorient est relégué en Ligue 2.
Homme de base d'Olivier Pantaloni lors de l'exercice 2024-2025 qui voit le club breton remonter en Ligue 1 et être champion de Ligue 2, il ne manque que quatre rencontres de championnat, deux suite à un carton rouge reçu à Pau (6e journée, défaite 1-0), une suite à une entorse à la cheville fin octobre et la 33e journée qu'il passe sur le banc à Ajaccio (défaite 2-1).

### Équipe nationale
Il est convoqué pour la première fois en équipe nationale de Tunisie en 2021. Talbi dispute sa première compétition internationale lors de la coupe d'Afrique des nations 2021 au Cameroun. Le 14 novembre 2022, il est sélectionné par Jalel Kadri pour participer à la coupe du monde 2022. En décembre 2023, il est retenu dans la liste des 27 joueurs tunisiens sélectionnés par Kadri pour disputer la coupe d'Afrique des nations 2023.

## Statistiques

### Statistiques détaillées
| Saison                | Club                  | Championnat           | Championnat | Championnat | Championnat | Coupe(s) nationale(s) | Coupe(s) nationale(s) | Coupe(s) nationale(s) | Compétition(s) continentale(s) | Compétition(s) continentale(s) | Compétition(s) continentale(s) | Compétition(s) continentale(s) | Autres compétitions | Autres compétitions | Autres compétitions | Autres compétitions | Total | Total | Total |
| Saison                | Club                  | Division              | M.          | B.          | P.d.        | M.                    | B.                    | P.d.                  | Comp.                          | M.                             | B.                             | P.d.                           | Comp.               | M.                  | B.                  | P.d.                | M.    | B.    | P.d.  |
| 2016-2017             | ES Tunis              | Ligue Pro 1           | 6           | 0           | 0           | 2                     | 0                     | 0                     | C1                             | 6                              | 0                              | 0                              | CAC                 | 1                   | 0                   | 0                   | 15    | 0     | 0     |
| 2017-2018             | ES Tunis              | Ligue Pro 1           | 14          | 1           | 0           | -                     | -                     | -                     | C1                             | 2                              | 0                              | 0                              | -                   | -                   | -                   | -                   | 16    | 1     | 0     |
| Sous-total            | Sous-total            | Sous-total            | 20          | 1           | 0           | 2                     | 0                     | 0                     | -                              | 8                              | 0                              | 0                              | -                   | 1                   | 0                   | 0                   | 31    | 1     | 0     |
| 2018-2019             | Çaykur Rizespor       | Süper Lig             | 1           | 0           | 0           | 4                     | 1                     | 0                     | -                              | -                              | -                              | -                              | -                   | -                   | -                   | -                   | 5     | 1     | 0     |
| 2019-2020             | Çaykur Rizespor       | Süper Lig             | 27          | 0           | 0           | 2                     | 0                     | 0                     | -                              | -                              | -                              | -                              | -                   | -                   | -                   | -                   | 29    | 0     | 0     |
| 2020-2021             | Çaykur Rizespor       | Süper Lig             | 21          | 1           | 0           | 2                     | 0                     | 0                     | -                              | -                              | -                              | -                              | -                   | -                   | -                   | -                   | 23    | 1     | 0     |
| Sous-total            | Sous-total            | Sous-total            | 49          | 1           | 0           | 8                     | 1                     | 0                     | -                              | -                              | -                              | -                              | -                   | -                   | -                   | -                   | 57    | 2     | 0     |
| 2021-2022             | Benevento Calcio      | Serie B               | -           | -           | -           | -                     | -                     | -                     | -                              | -                              | -                              | -                              | -                   | -                   | -                   | -                   | 0     | 0     | 0     |
| 2021-2022             | Rubin Kazan           | Premier-Liga          | 25          | 0           | 0           | 2                     | 0                     | 0                     | -                              | -                              | -                              | -                              | -                   | -                   | -                   | -                   | 27    | 0     | 0     |
| 2022-2023             | FC Lorient            | Ligue 1               | 38          | 1           | 2           | 3                     | 0                     | 0                     | -                              | -                              | -                              | -                              | -                   | -                   | -                   | -                   | 41    | 1     | 2     |
| 2023-2024             | FC Lorient            | Ligue 1               | 25          | 0           | 0           | -                     | -                     | -                     | -                              | -                              | -                              | -                              | -                   | -                   | -                   | -                   | 25    | 0     | 0     |
| 2024-2025             | FC Lorient            | Ligue 2               | 30          | 1           | 1           | 1                     | 0                     | 0                     | -                              | -                              | -                              | -                              | -                   | -                   | -                   | -                   | 31    | 1     | 1     |
| 2025-2026             | FC Lorient            | Ligue 1               | 1           | 0           | 0           | -                     | -                     | -                     | -                              | -                              | -                              | -                              | -                   | -                   | -                   | -                   | 1     | 0     | 0     |
| Sous-total            | Sous-total            | Sous-total            | 94          | 2           | 3           | 4                     | 0                     | 0                     | -                              | -                              | -                              | -                              | -                   | -                   | -                   | -                   | 98    | 2     | 3     |
| Total sur la carrière | Total sur la carrière | Total sur la carrière | 188         | 4           | 3           | 16                    | 1                     | 0                     | -                              | 8                              | 0                              | 0                              | -                   | 1                   | 0                   | 0                   | 213   | 5     | 3     |

### En sélection nationale
| Saison                | Sélection             | Phases finales              | Phases finales | Phases finales | Phases finales | Éliminatoires | Éliminatoires | Éliminatoires | Matchs amicaux | Matchs amicaux | Matchs amicaux | Coupe Kirin 2022 | Coupe Kirin 2022 | Coupe Kirin 2022 | Total | Total | Total |
| Saison                | Sélection             | Compétition                 | M              | B              | Pd             | M             | B             | Pd            | M              | B              | Pd             | M                | B                | Pd               | M     | B     | Pd    |
| --------------------- | --------------------- | --------------------------- | -------------- | -------------- | -------------- | ------------- | ------------- | ------------- | -------------- | -------------- | -------------- | ---------------- | ---------------- | ---------------- | ----- | ----- | ----- |
| 2020-2021             | Tunisie               | -                           | -              | -              | -              | 1             | 0             | 0             | 3              | 0              | 0              | -                | -                | -                | 4     | 0     | 0     |
| 2021-2022             | Tunisie               | Coupe arabe 2021 + CAN 2021 | 2+4            | 0+0            | 0+0            | 8             | 0             | 0             | -              | -              | -              | 2                | 0                | 0                | 16    | 0     | 0     |
| 2022-2023             | Tunisie               | Coupe du monde 2022         | 3              | 0              | 0              | 2             | 0             | 0             | 4              | 2              | 0              | -                | -                | -                | 9     | 2     | 0     |
| 2023-2024             | Tunisie               | CAN 2023                    | 3              | 0              | 0              | 5             | 0             | 0             | 5              | 0              | 0              | -                | -                | -                | 13    | 0     | 0     |
| 2024-2025             | Tunisie               | -                           | -              | -              | -              | 7             | 0             | 0             | 2              | 0              | 0              | -                | -                | -                | 9     | 0     | 0     |
| Total sur la carrière | Total sur la carrière | Total sur la carrière       | 12             | 0              | 0              | 23            | 0             | 0             | 14             | 2              | 0              | 2                | 0                | 0                | 51    | 2     | 0     |

### Liste des matchs internationaux
| Matchs internationaux de Montassar Talbi | Matchs internationaux de Montassar Talbi | Matchs internationaux de Montassar Talbi                 | Matchs internationaux de Montassar Talbi | Matchs internationaux de Montassar Talbi | Matchs internationaux de Montassar Talbi | Matchs internationaux de Montassar Talbi                    |
|                                          | Date                                     | Lieu                                                     | Adversaire                               | Résultats                                | Compétitions                             | Notes                                                       |
| ---------------------------------------- | ---------------------------------------- | -------------------------------------------------------- | ---------------------------------------- | ---------------------------------------- | ---------------------------------------- | ----------------------------------------------------------- |
| 1.                                       | 28 mars 2021                             | Stade olympique de Radès, Radès, Tunisie                 | Guinée équatoriale                       | 2 - 1                                    | Éliminatoires de la CAN 2021             | Titulaire.                                                  |
| 2.                                       | 5 juin 2021                              | Stade olympique de Radès, Radès, Tunisie                 | RD Congo                                 | 1 - 0                                    | Match amical                             | Titulaire.                                                  |
| 3.                                       | 11 juin 2021                             | Stade olympique de Radès, Radès, Tunisie                 | Algérie                                  | 0 - 2                                    | Match amical                             | Rentre en jeu à la 63e minute à la place de Dylan Bronn.    |
| 4.                                       | 15 juin 2021                             | Stade olympique de Radès, Radès, Tunisie                 | Mali                                     | 1 - 0                                    | Match amical                             | Titulaire.                                                  |
| 5.                                       | 7 septembre 2021                         | Stade Levy Mwanawasa, Ndola, Zambie                      | Zambie                                   | 0 - 2                                    | Éliminatoires de la Coupe du monde 2022  | Rentre en jeu à la 89e minute à la place de Aïssa Laïdouni. |
| 6.                                       | 7 octobre 2021                           | Stade olympique de Radès, Radès, Tunisie                 | Mauritanie                               | 3 - 0                                    | Éliminatoires de la Coupe du monde 2022  | Rentre en jeu à la 76e minute à la place de Yassine Meriah. |
| 7.                                       | 10 octobre 2021                          | Stade olympique de Nouakchott, Nouakchott, Mauritanie    | Mauritanie                               | 0 - 0                                    | Éliminatoires de la Coupe du monde 2022  | Titulaire.                                                  |
| 8.                                       | 16 novembre 2021                         | Stade olympique de Radès, Radès, Tunisie                 | Zambie                                   | 3 - 1                                    | Éliminatoires de la Coupe du monde 2022  | Titulaire.                                                  |
| 9.                                       | 15 décembre 2021                         | Stade 974, Doha, Qatar                                   | Égypte                                   | 1 - 0                                    | Coupe arabe 2021                         | Titulaire.                                                  |
| 10.                                      | 18 décembre 2021                         | Al-Khor Stadium, Al-Khor, Qatar                          | Algérie                                  | 0 - 2                                    | Coupe arabe 2021                         | Titulaire.                                                  |
| 11.                                      | 12 janvier 2022                          | Stade de Limbé, Limbé, Cameroun                          | Mali                                     | 0 - 1                                    | CAN 2021                                 | Titulaire.                                                  |
| 12.                                      | 16 janvier 2022                          | Stade de Limbé, Limbé, Cameroun                          | Mauritanie                               | 4 - 0                                    | CAN 2021                                 | Titulaire.                                                  |
| 13.                                      | 20 janvier 2022                          | Stade de Limbé, Limbé, Cameroun                          | Gambie                                   | 1 - 0                                    | CAN 2021                                 | Titulaire.                                                  |
| 14.                                      | 23 janvier 2022                          | Stade Roumdé Adjia, Garoua, Cameroun                     | Nigeria                                  | 0 - 1                                    | CAN 2021                                 | Titulaire.                                                  |
| 15.                                      | 25 mars 2022                             | Stade du 26-Mars, Bamako, Mali                           | Mali                                     | 0 - 1                                    | Éliminatoires de la Coupe du monde 2022  | Titulaire.                                                  |
| 16.                                      | 29 mars 2022                             | Stade olympique de Radès, Radès, Tunisie                 | Mali                                     | 0 - 0                                    | Éliminatoires de la Coupe du monde 2022  | Titulaire.                                                  |
| 17.                                      | 2 juin 2022                              | Stade olympique de Radès, Radès, Tunisie                 | Guinée équatoriale                       | 4 - 0                                    | Éliminatoires de la CAN 2023             | Titulaire.                                                  |
| 18.                                      | 5 juin 2022                              | Francistown Stadium, Francistown, Botswana               | Botswana                                 | 0 - 0                                    | Éliminatoires de la CAN 2023             | Titulaire.                                                  |
| 19.                                      | 10 juin 2022                             | Stade du parc Misaki, Kobe, Japon                        | Chili                                    | 0 - 2                                    | Coupe Kirin 2022                         | Titulaire.                                                  |
| 20.                                      | 14 juin 2022                             | Stade de football de Suita, Suita, Japon                 | Japon                                    | 0 - 3                                    | Coupe Kirin 2022                         | Titulaire.                                                  |
| 21.                                      | 22 septembre 2022                        | Stade de la Source, Orléans, France                      | Comores                                  | 0 - 1                                    | Match amical                             | Titulaire.                                                  |
| 22.                                      | 27 septembre 2022                        | Parc des Princes, Paris, France                          | Brésil                                   | 5 - 1                                    | Match amical                             | Titulaire.                                                  |
| 23.                                      | 16 novembre 2022                         | Stade Ahmad-ben-Ali, Al Rayyan, Qatar                    | Iran                                     | 0 - 2                                    | Match amical                             | Titulaire.                                                  |
| 24.                                      | 22 novembre 2022                         | Stade Education City, Al Rayyan, Qatar                   | Danemark                                 | 0 - 0                                    | Coupe du monde 2022                      | Titulaire.                                                  |
| 25.                                      | 26 novembre 2022                         | Stade Al-Janoub, Al Wakrah, Qatar                        | Australie                                | 0 - 1                                    | Coupe du monde 2022                      | Titulaire.                                                  |
| 26.                                      | 30 novembre 2022                         | Stade Education City, Al Rayyan, Qatar                   | France                                   | 1 - 0                                    | Coupe du monde 2022                      | Titulaire.                                                  |
| 27.                                      | 24 mars 2023                             | Stade olympique de Radès, Radès, Tunisie                 | Libye                                    | 3 - 0                                    | Éliminatoires de la CAN 2023             | Titulaire.                                                  |
| 28.                                      | 17 juin 2023                             | Nuevo Estadio de Malabo, Malabo, Guinée équatoriale      | Guinée équatoriale                       | 1 - 0                                    | Éliminatoires de la CAN 2023             | Titulaire.                                                  |
| 29.                                      | 20 juin 2023                             | Stade du 19-Mai-1956, Annaba, Algérie                    | Algérie                                  | 1 - 1                                    | Match amical                             | Titulaire.                                                  |
| 30.                                      | 7 septembre 2023                         | Stade olympique de Radès, Radès, Tunisie                 | Botswana                                 | 3 - 0                                    | Éliminatoires de la CAN 2023             | Titulaire.                                                  |
| 31.                                      | 12 septembre 2023                        | Stade du 30 Juin, Le Caire, Égypte                       | Égypte                                   | 1 - 3                                    | Match amical                             | Titulaire.                                                  |
| 32.                                      | 13 octobre 2023                          | Stade de la Coupe du monde de Séoul, Séoul, Corée du Sud | Corée du Sud                             | 4 - 0                                    | Match amical                             | Titulaire.                                                  |
| 33.                                      | 17 octobre 2023                          | Stade du parc Misaki, Kobe, Japon                        | Japon                                    | 2 - 0                                    | Match amical                             | Titulaire.                                                  |
| 34.                                      | 17 novembre 2023                         | Stade olympique de Radès, Radès, Tunisie                 | Sao Tomé-et-Principe                     | 4 - 0                                    | Éliminatoires de la Coupe du monde 2026  | Titulaire.                                                  |
| 35.                                      | 21 novembre 2023                         | Bingu National Stadium, Lilongwe, Malawi                 | Malawi                                   | 0 - 1                                    | Éliminatoires de la Coupe du monde 2026  | Titulaire.                                                  |
| 36.                                      | 6 janvier 2024                           | Stade olympique de Radès, Radès, Tunisie                 | Mauritanie                               | 0 - 0                                    | Match amical                             | Titulaire.                                                  |
| 37.                                      | 10 janvier 2024                          | Stade olympique de Radès, Radès, Tunisie                 | Cap-Vert                                 | 2 - 0                                    | Match amical                             | Titulaire.                                                  |
| 38.                                      | 16 janvier 2024                          | Stade Amadou-Gon-Coulibaly, Korhogo, Côte d'Ivoire       | Namibie                                  | 0 - 1                                    | CAN 2023                                 | Titulaire.                                                  |
| 39.                                      | 20 janvier 2024                          | Stade Amadou-Gon-Coulibaly, Korhogo, Côte d'Ivoire       | Mali                                     | 1 - 1                                    | CAN 2023                                 | Titulaire.                                                  |
| 40.                                      | 24 janvier 2024                          | Stade Amadou-Gon-Coulibaly, Korhogo, Côte d'Ivoire       | Afrique du Sud                           | 0 - 0                                    | CAN 2023                                 | Titulaire.                                                  |
| 41.                                      | 5 juin 2024                              | Stade olympique de Radès, Radès, Tunisie                 | Guinée équatoriale                       | 1 - 0                                    | Éliminatoires de la Coupe du monde 2026  | Titulaire.                                                  |
| 42.                                      | 9 juin 2024                              | Orlando Stadium, Soweto, Afrique du Sud                  | Namibie                                  | 0 - 0                                    | Éliminatoires de la Coupe du monde 2026  | Titulaire.                                                  |
| 43.                                      | 5 septembre 2024                         | Stade olympique de Radès, Radès, Tunisie                 | Madagascar                               | 1 - 0                                    | Éliminatoires de la CAN 2025             | Titulaire.                                                  |
| 44.                                      | 8 septembre 2024                         | Stade Ben M'Hamed El Abdi, El Jadida, Maroc              | Gambie                                   | 1 - 2                                    | Éliminatoires de la CAN 2025             | Titulaire.                                                  |
| 45.                                      | 11 octobre 2024                          | Stade olympique de Radès, Radès, Tunisie                 | Comores                                  | 0 - 1                                    | Éliminatoires de la CAN 2025             | Titulaire.                                                  |
| 46.                                      | 15 octobre 2024                          | Stade Félix-Houphouët-Boigny, Abidjan, Côte d'Ivoire     | Comores                                  | 1 - 1                                    | Éliminatoires de la CAN 2025             | Titulaire.                                                  |
| 47.                                      | 14 novembre 2024                         | Loftus Versfeld Stadium, Pretoria, Afrique du Sud        | Madagascar                               | 2 - 3                                    | Éliminatoires de la CAN 2025             | Titulaire.                                                  |
| 48.                                      | 19 mars 2025                             | Complexe sportif Samuel-Kanyon-Doe, Monrovia, Liberia    | Liberia                                  | 0 - 1                                    | Éliminatoires de la Coupe du monde 2026  | Titulaire.                                                  |
| 49.                                      | 24 mars 2025                             | Stade olympique de Radès, Radès, Tunisie                 | Malawi                                   | 2 - 0                                    | Éliminatoires de la Coupe du monde 2026  | Titulaire.                                                  |
| 50.                                      | 2 juin 2025                              | Stade olympique de Radès, Radès, Tunisie                 | Burkina Faso                             | 2 - 0                                    | Match amical                             | Titulaire.                                                  |
| 51.                                      | 6 juin 2025                              | Complexe sportif de Fès, Fès, Maroc                      | Maroc                                    | 2 - 0                                    | Match amical                             | Titulaire.                                                  |

### Buts internationaux
| Buts internationaux de Montassar Talbi | Buts internationaux de Montassar Talbi | Buts internationaux de Montassar Talbi | Buts internationaux de Montassar Talbi | Buts internationaux de Montassar Talbi | Buts internationaux de Montassar Talbi | Buts internationaux de Montassar Talbi |
|                                        | Date                                   | Lieu                                   | Adversaire                             | Score                                  | Résultats                              | Compétitions                           |
| -------------------------------------- | -------------------------------------- | -------------------------------------- | -------------------------------------- | -------------------------------------- | -------------------------------------- | -------------------------------------- |
| 1                                      | 27 septembre 2022                      | Parc des Princes, Paris, France        | Brésil                                 | 1 - 1                                  | 5 - 1                                  | Match amical                           |
| 2                                      | 20 juin 2023                           | Stade du 19-Mai-1956, Annaba, Algérie  | Algérie                                | 0 - 1                                  | 1 - 1                                  | Match amical                           |

## Palmarès

### Palmarès collectif
| ES Tunis (3)                                                                                         | FC Lorient (1)               | Tunisie (1)                       |
| --- | ---------------------------- | --------------------------------- |
| - Championnat de Tunisie - Champion en 2017 et 2018 - Championnat arabe des clubs - Champion en 2017 | - Ligue 2 - Champion en 2025 | - Coupe Kirin - Vainqueur en 2022 |

### Distinctions personnelles
- Nommé dans l'équipe-type de Ligue 2 aux Trophées UNFP du football 2025[12],[13]